# Xemxija
Xemxija (malt. Ix-Xemxija, wymawiane szem-szi-ja) – przedmieście nad zatoką Xemxija w zachodniej części Saint Paul’s Bay na Malcie. Jest to cichy kurort otoczony maltańską przyrodą i jednymi z najbardziej żyznych dolin na Malcie. Znajduje się tu również malowniczy mały port rybacki. Ośrodek jest bramą do piaszczystych plaż Golden Bay i Mellieħa Bay. W Xemxii znajduje się wiele hoteli i restauracji.

## Historia
Obszar wokół Xemxii był zamieszkany od czasów prehistorycznych. Zawiera szereg stanowisk archeologicznych, które obecnie tworzą szlak dziedzictwa. Należą do nich liczne grobowce wykute w skale, pozostałości dwóch świątyń megalitycznych, silos zbożowy z epoki brązu, jaskinie mieszkalne troglodytów, koleiny, rzymska droga i rzymskie pasieki.
Około roku 1715 zakon joannitów zbudował baterię Arrias jako część serii fortyfikacji broniących wybrzeża Malty. Nazywano ją również „baterią Xemxija”, ponieważ znajdowała się po słonecznej stronie zatoki („xemxija” oznacza „słoneczny” w języku maltańskim), a obszar wokół niej stał się znany jako „Xemxija”. Dziś w budynku baterii znajduje się restauracja.
W 1839 roku Brytyjczycy zbudowali akwedukt umożliwiający przesyłanie wody. Woda płynęła z podziemnego akweduktu na obszarze Wardii, znanego jako tal-Ballut, który przechodzi w naziemny akwedukt prowadzący dalej do zbiornika w Xemxii. Zapasy wody były potrzebne brytyjskim żołnierzom nadzorującym okolicę z pobliskich posterunków obronnych.
Podczas „zimnej wojny” zbudowany został w Xemxii podziemny awaryjny młyn do mąki. Został on przywrócony do stanu roboczego przez Fondazzjoni Wirt Industrijali Malti i jest teraz otwarty dla publiczności.
Od lat 80. w Xemxii wybudowano kilka bloków mieszkalnych, dzięki czemu jest to popularna dzielnica mieszkaniowa. Jest to również mały kurort, głównie gastronomiczny, z barami i restauracjami.
Na terenie Xemxii znajduje się rezerwat przyrody Simar.